# Цисув (Свентокшиське воєводство)
Цисув (пол. Cisów) — село в Польщі, у гміні Далешиці Келецького повіту Свентокшиського воєводства.
Населення — 483 особи (2011).
У 1975-1998 роках село належало до Келецького воєводства.

## Демографія
Демографічна структура на день 31 березня 2011 року:
|          | Загалом | Допрацездатний вік | Працездатний вік | Постпрацездатний вік |
| -------- | ------- | ------------------ | ---------------- | -------------------- |
| Чоловіки | 243     | 51                 | 170              | 22                   |
| Жінки    | 240     | 49                 | 140              | 51                   |
| Разом    | 483     | 100                | 310              | 73                   |